# Pollenia tianmushanensis
Pollenia tianmushanensis este o specie de muște din genul Pollenia, familia Calliphoridae, descrisă de Fan, Gan, Fang, Zheng, Chen și Tao în anul 1997.
Este endemică în Zhejiang. Conform Catalogue of Life specia Pollenia tianmushanensis nu are subspecii cunoscute.